# AFAS Live

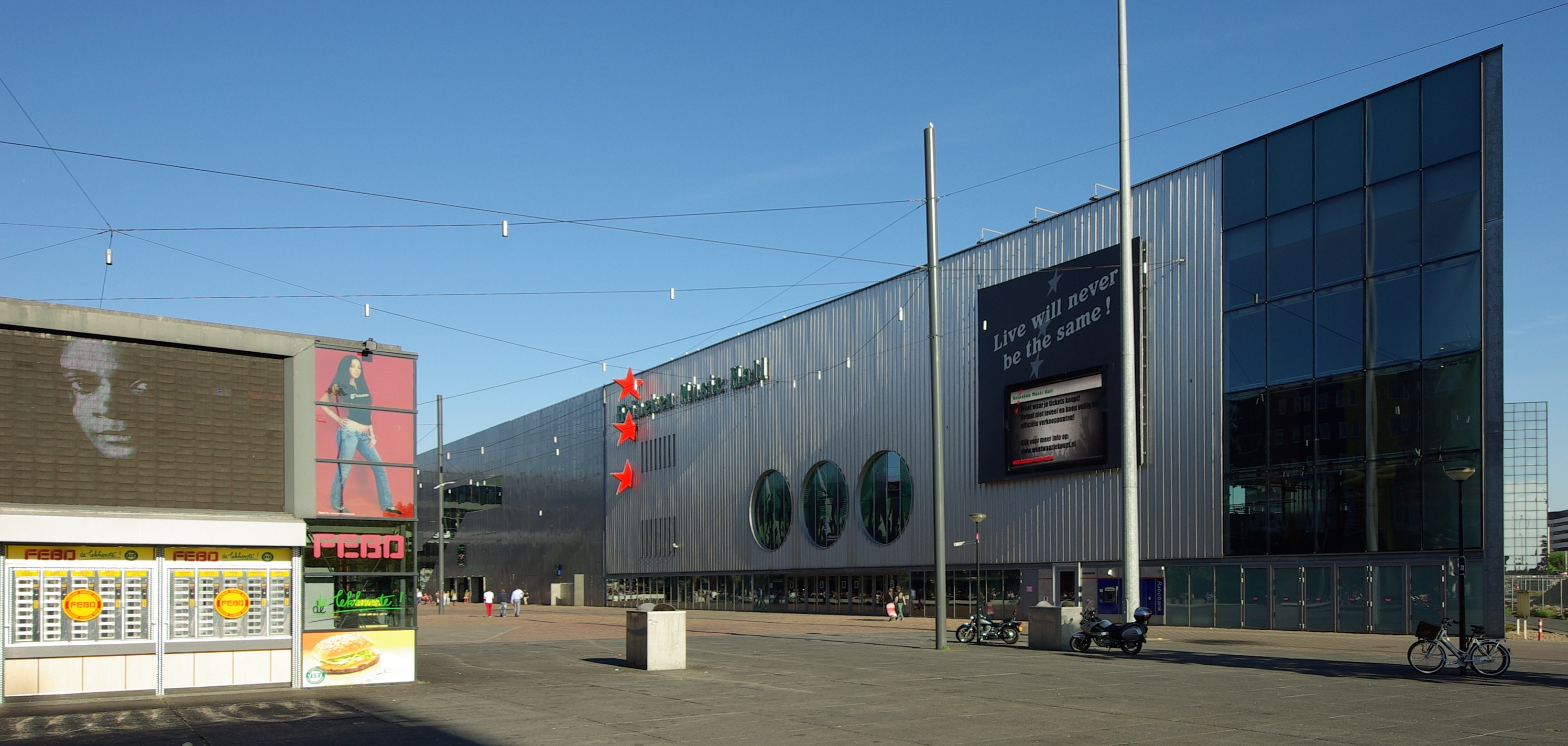
O AFAS Live.

O AFAS Live, anteriormente conhecido como Heineken Music Hall, é um pavilhão multi-usos localizado na cidade de Amsterdã, nos Países Baixos, que suporta 5.500 pessoas.
O ginásio localiza-se perto do estádio Amsterdam ArenA e é usado principalmente para concertos musicais, tendo sido anunciado como sede do Festival Eurovisão da Canção Júnior 2012.